# Nicolae Mărăscu
Pas d'image ? Cliquez ici

b Matchs officiels uniquement.
Nicolae Mărăscu, né en 1898 à Bucarest et mort en 1938, est un joueur de rugby à XV roumain. Il a joué avec l'équipe de Roumanie de 1919 à 1927, évoluant au poste de centre.
Il a joué pour le Stade français et l'Olympique lillois au début de XXe siècle.

## Biographie
Nicolae Mărăscu connaît sa première cape en 1919 à l'occasion d'un match contre France XV pour une défaite 48-5 dans le cadre des Jeux inter-alliés. Sa dernière apparition a lieu le 22 mai 1927 contre la Tchécoslovaquie à Bratislava, pour une victoire 21-5. Il est le capitaine de l'équipe de Roumanie lors des Jeux olympiques d'été de 1924. Il dispute deux matchs lors de ces Jeux contre la France (3-59) et les États-Unis (0-39). Il remporte la médaille de bronze.

## Statistiques en équipe nationale
- 5 sélections de 1919 à 1927